# They Might Be Giants (album)
They Might Be Giants è l'omonimo primo album dei They Might Be Giants, conosciuto anche come il Pink Album, pubblicato nel 1986.

## Il disco
I testi del Pink Album contengono già le argomentazioni in chiave umoristica e ironica dei temi oscuri che riappariranno frequentemente nei loro successivi lavori: morte e mortalità (Nothing's Gonna Change My Clothes, ovvero Niente cambierà i miei vestiti, I Hope That I Get Old Before I Die, ovvero Spero di invecchiare prima di morire, Youth Culture Killed My Dog, ovvero La cultura giovanile ha ucciso il mio cane); ossessione e delusione (32 Footsteps, ovvero 32 Passi, Absolutely Bill's Mood, ovvero Definitivamente lo stato d'animo di Bill); fare un lavoro deprimente, servile (Put Your Hand Inside The Puppet Head, ovvero Metti la tua mano nella testa del pupazzo), nessun lavoro (Alienation's For The Rich, ovvero L'alienazione è per i ricchi) o a volte solo completamente strambo (Chess Piece Face, Faccia di pezzo degli scacchi).
La musica è semplice, generalmente un pop di sintetizzatore e chitarra accelerato punteggiata con eterogenei campioni audio e variando occasionalmente in arrangiamenti simili al country o al folk. Rhythm Section Want Ad commenta sulla percepita singolarità dello stile dei TMBG e poi sul ruolo dei due. Don't Let's Start è la canzone più conosciuta dell'album.

## Tracce
1. Everything Right Is Wrong Again – 2:20
2. Put Your Hand Inside the Puppet Head – 2:12
3. Number Three – 1:27
4. Don't Let's Start – 2:36
5. Hide Away Folk Family – 3:21
6. 32 Footsteps – 1:36
7. Toddler Hiway – 0:25
8. Rabid Child – 1:31
9. Nothing's Gonna Change My Clothes – 1:58
10. (She Was A) Hotel Detective – 2:10
11. She's an Angel – 2:37
12. Youth Culture Killed My Dog – 2:51
13. Boat of Car – 1:15
14. Absolutely Bill's Mood – 2:38
15. Chess Piece Face – 1:21
16. I Hope That I Get Old Before I Die – 1:58
17. Alienation's for the Rich – 2:25
18. The Day – 1:27
19. Rhythm Section Want Ad – 2:21

## Formazione
- John Linnell
- John Flansburgh